# Kráľovce-Krnišov
Kráľovce-Krnišov és un poble i municipi d'Eslovàquia. Es troba a la regió de Banská Bystrica.

## Història
La primera menció escrita de la vila es remunta al 1329.

## Demografia
| Godina             | 1994 | 2004    | 2014   | 2024    |
| ------------------ | ---- | ------- | ------ | ------- |
| Nombre de persones | 178  | 158     | 172    | 148     |
| Diferència         |      | −11,23% | +8,86% | −13,95% |

| Godina             | 2023 | 2024 |
| ------------------ | ---- | ---- |
| Nombre de persones | 148  | 148  |
| Diferència         |      | +0%  |